# Петрушев, Валерий Филиппович
Валерий Филиппович Петрушев (12 марта 1939 — 3 апреля 2023) — советский инженер-технолог, российский хозяйственный деятель, генеральный директор завода имени Дегтярёва (1996—2002), лауреат Государственной премии РФ в области науки и техники (2000).

## Биография
Родился в Омске. В 1956 году в Новгороде окончил среднюю школу № 2. До поступления в ВУЗ работал учеником термиста, термистом и электросварщиком на Новгородском ремонтно-механическом заводе (1956—1958).
Окончил Ленинградский политехнический институт имени Калинина по специальности «оборудование и технология сварочного производства» (1964). Был направлен в Ковров на завод им. В. А. Дегтярёва, где работал более 40 лет — до 2006 года: инженер-технолог механического цеха, начальник техбюро, с 1966 года главный сварщик, с 1971 года главный технолог, с 1981 года главный инженер, с 1989 года главный инженер — первый заместитель генерального директора, с 1993 года — технический директор АО «ЗиД», с 1996 по 2002 год — генеральный директор ОАО «ЗиД», в 2002—2006 годах советник генерального директора по военно-техническому сотрудничеству.
С 2006 года был на пенсии.
Руководил созданием и развитием производства различных видов стрелкового, артиллерийского и ракетного вооружения, оборудования для атомной промышленности, высокомеханизированных и автоматизированных механообрабатывающих производств.
Лауреат премии Совета Министров СССР 1991 года — за комплекс работ по созданию высокомеханизированных и автоматизированных механообрабатывающих производств.
Лауреат Государственной премии Российской Федерации в области науки и техники (25.07.2000). Лауреат премии имени С. И. Мосина (2003).
Заслуженный машиностроитель РФ (10.09.1999). Награждён орденами «Знак Почёта», Октябрьской Революции (1982), Дружбы народов, 5 медалями СССР и ВДНХ.
Мастер спорта СССР по водно-моторному спорту (1973).